# بيالا إندونيسيا
بيالا إندونيسيا (بالإندونيسية: Piala Indonesia)‏، وتعني كلمة بيالا بالإندونيسية «الكأس»، هي بطولة رسمية اسسها الاتحاد الأندونيسي لكرة القدم سنة 2005م.

## وصلات خارجية
- Piala Indonesia on RSSSF
- Indonesian Football League Official Site
- PSSI Official Site
- Dji Sam Soe 234 Official Site نسخة محفوظة 22 ديسمبر 2008 على موقع واي باك مشين.
- PT Philip Morris International Indonesia Tbk Official Site